# Natalia Strelchenko
Natalia Strelchenko (russisch Наталья Стрельченко Natalja Streltschenko, auch genannt Natalia Strelle; * 23. Dezember 1976 in der Sowjetunion; † 30. August 2015 in Manchester) war eine russisch-norwegische Pianistin.

## Leben
Strelchenko absolvierte eine Ausbildung am Leningrader/Sankt Petersburger Konservatorium und an der Norwegischen Musikhochschule in Oslo. Die Musikhochschule verlieh ihr auch einen Doktortitel für Kunstforschung.  Ihren ersten Auftritt hatte sie im Alter von zwölf Jahren mit dem Staatlichen Akademischen Symphonieorchester Leningrad. Sie arbeitete von 1995 bis 2000 als Begleiterin und Lehrerin am Sankt Petersburger Konservatorium. Streltschenko lebte fast 15 Jahre in Norwegen und ging 2013 nach Manchester. Sie war dort Künstlerische Direktorin der International Chamber Music Academy Menestrelles. Außerdem war sie Lehrerin am Konservatorium in Belfort.
Strelchenko spielte in großen Konzerthäusern wie der Carnegie Hall in New York City und der Wigmore Hall in London wie auch dem Französischen Dom in Berlin.
Am 30. August 2015 wurde sie tot in ihrem Haus in Manchester gefunden. Gegen ihren 48-jährigen Ehemann, einen Kontrabassisten,  wurde am 1. September Haftbefehl wegen Mordverdachts an ihr und wegen Mordversuchs an einem unter 17-jährigen Jugendlichen erlassen. Strelchenko und ihr Ehemann haben einen gemeinsamen Sohn, den 14-jährigen Leo, welcher ein talentierter Geiger ist. Er bekam im Jahr 2009, im Alter von 8 Jahren, ein Stipendium für die Chetham School of Music in Manchester. Am 18. März 2016 wurde ihr Ehemann des Mordes an ihr vor einem Gericht in Manchester schuldig gesprochen, aber er wurde von der Anklage des Mordes an einem Jugendlichen freigesprochen.

## Diskographie
- Agathe Backer Grøndahl: Complete Piano Music, Vol. 1: Norwegian Folk Tunes (Arena – 2006)
- Agathe Backer Grøndahl: Complete Piano Music, Vol. 3 (Arena – 2007)
- Liszt: Douze Études d'Exécution Transcendante (Arena – 2007)
- Agathe Backer Grøndahl: Complete Piano Music, Vol. 4 (Arena – 2007)[7]